# اگنس، ویکتوریا
اگنس (به انگلیسی: Agnes) یک شهرک در استرالیا است که در ویکتوریا (استرالیا) واقع شده‌است.